# Vernon (Indiana)
Vernon és una població dels Estats Units a l'estat d'Indiana. Segons el cens del 2000 tenia 330 habitants.

## Demografia
Segons el cens del 2000, Vernon tenia 330 habitants, 117 habitatges, i 80 famílies. La densitat de població era de 530,9 habitants/km².
Dels 117 habitatges en un 32,5% hi vivien nens de menys de 18 anys, en un 49,6% hi vivien parelles casades, en un 15,4% dones solteres, i en un 31,6% no eren unitats familiars. En el 27,4% dels habitatges hi vivien persones soles el 14,5% de les quals corresponia a persones de 65 anys o més que vivien soles. El nombre mitjà de persones vivint en cada habitatge era de 2,4 i el nombre mitjà de persones que vivien en cada família era de 2,83.
Per edats la població es repartia de la següent manera: un 20,9% tenia menys de 18 anys, un 11,5% entre 18 i 24, un 33,6% entre 25 i 44, un 19,7% de 45 a 60 i un 14,2% 65 anys o més.
L'edat mediana era de 35 anys. Per cada 100 dones de 18 o més anys hi havia 123,1 homes.
La renda mediana per habitatge era de 29.750 $ i la renda mediana per família de 36.875 $. Els homes tenien una renda mediana de 28.333 $ mentre que les dones 22.143 $. La renda per capita de la població era de 17.367 $. Entorn del 5,2% de les famílies i el 9,5% de la població estaven per davall del llindar de pobresa.

## Poblacions més properes
El següent diagrama mostra les poblacions més properes.